# Limón (Honduras)
Limón è un comune dell'Honduras facente parte del dipartimento di Colón.